# Torcieu
Torcieu és un municipi francès situat al departament de l'Ain i a la regió d'Alvèrnia-Roine-Alps. L'any 2007 tenia 674 habitants.

## Demografia

### Població
El 2007 la població de fet de Torcieu era de 674 persones. Hi havia 298 famílies de les quals 85 eren unipersonals (50 homes vivint sols i 35 dones vivint soles), 116 parelles sense fills, 89 parelles amb fills i 8 famílies monoparentals amb fills.
La població ha evolucionat segons el següent gràfic:
Habitants censats

### Habitatges
El 2007 hi havia 361 habitatges, 296 eren l'habitatge principal de la família, 18 eren segones residències i 47 estaven desocupats. 333 eren cases i 27 eren apartaments. Dels 296 habitatges principals, 246 estaven ocupats pels seus propietaris, 42 estaven llogats i ocupats pels llogaters i 9 estaven cedits a títol gratuït; 1 tenia una cambra, 15 en tenien dues, 47 en tenien tres, 96 en tenien quatre i 137 en tenien cinc o més. 216 habitatges disposaven pel capbaix d'una plaça de pàrquing. A 129 habitatges hi havia un automòbil i a 145 n'hi havia dos o més.

### Piràmide de població
La piràmide de població per edats i sexe el 2009 era:
| Homes | Edats   | Dones |
| ----- | ------- | ----- |
| 0     | 95 o +  | 0     |
| 0     | 90 a 94 | 4     |
| 4     | 85 a 89 | 8     |
| 4     | 80 a 84 | 0     |
| 4     | 75 a 79 | 16    |
| 0     | 70 a 74 | 20    |
| 12    | 65 a 69 | 12    |
| 40    | 60 a 64 | 24    |
| 16    | 55 a 59 | 24    |
| 12    | 50 a 54 | 12    |
| 32    | 45 a 49 | 28    |
| 16    | 40 a 44 | 20    |
| 28    | 35 a 39 | 12    |
| 48    | 30 a 34 | 44    |
| 16    | 25 a 29 | 28    |
| 24    | 20 a 24 | 8     |
| 20    | 15 a 19 | 16    |
| 12    | 10 a 14 | 24    |
| 12    | 5 a 9   | 20    |
| 20    | 0 a 4   | 12    |

## Economia
El 2007 la població en edat de treballar era de 457 persones, 337 eren actives i 120 eren inactives. De les 337 persones actives 325 estaven ocupades (174 homes i 151 dones) i 12 estaven aturades (5 homes i 7 dones). De les 120 persones inactives 56 estaven jubilades, 30 estaven estudiant i 34 estaven classificades com a «altres inactius».

### Ingressos
El 2009 a Torcieu hi havia 308 unitats fiscals que integraven 714 persones, la mediana anual d'ingressos fiscals per persona era de 18.291 €.

### Activitats econòmiques
Dels 23 establiments que hi havia el 2007, 4 eren d'empreses de fabricació de material elèctric, 3 d'empreses de fabricació d'altres productes industrials, 10 d'empreses de construcció, 2 d'empreses de comerç i reparació d'automòbils, 1 d'una empresa de transport, 1 d'una empresa immobiliària, 1 d'una empresa de serveis i 1 d'una empresa classificada com a «altres activitats de serveis».
Dels 9 establiments de servei als particulars que hi havia el 2009, 1 era un taller de reparació d'automòbils i de material agrícola, 2 paletes, 2 fusteries, 1 lampisteria, 2 electricistes i 1 agència immobiliària.
L'únic establiment comercial que hi havia el 2009 era una botiga de menys de 120 m².
L'any 2000 a Torcieu hi havia 7 explotacions agrícoles.

## Equipaments sanitaris i escolars
El 2009 hi havia una escola elemental.

## Poblacions més properes
El següent diagrama mostra les poblacions més properes.